# Lucien Faucheux
Lucien René Faucheux (26 de agosto de 1899 — 22 de julho de 1980) foi um ciclista francês que competia no ciclismo de pista.
Participou nos Jogos Olímpicos de Verão de 1920 em Amsterdã, onde fez parte da equipe francesa de ciclismo que terminou em quinto na perseguição.